# Schuurbord

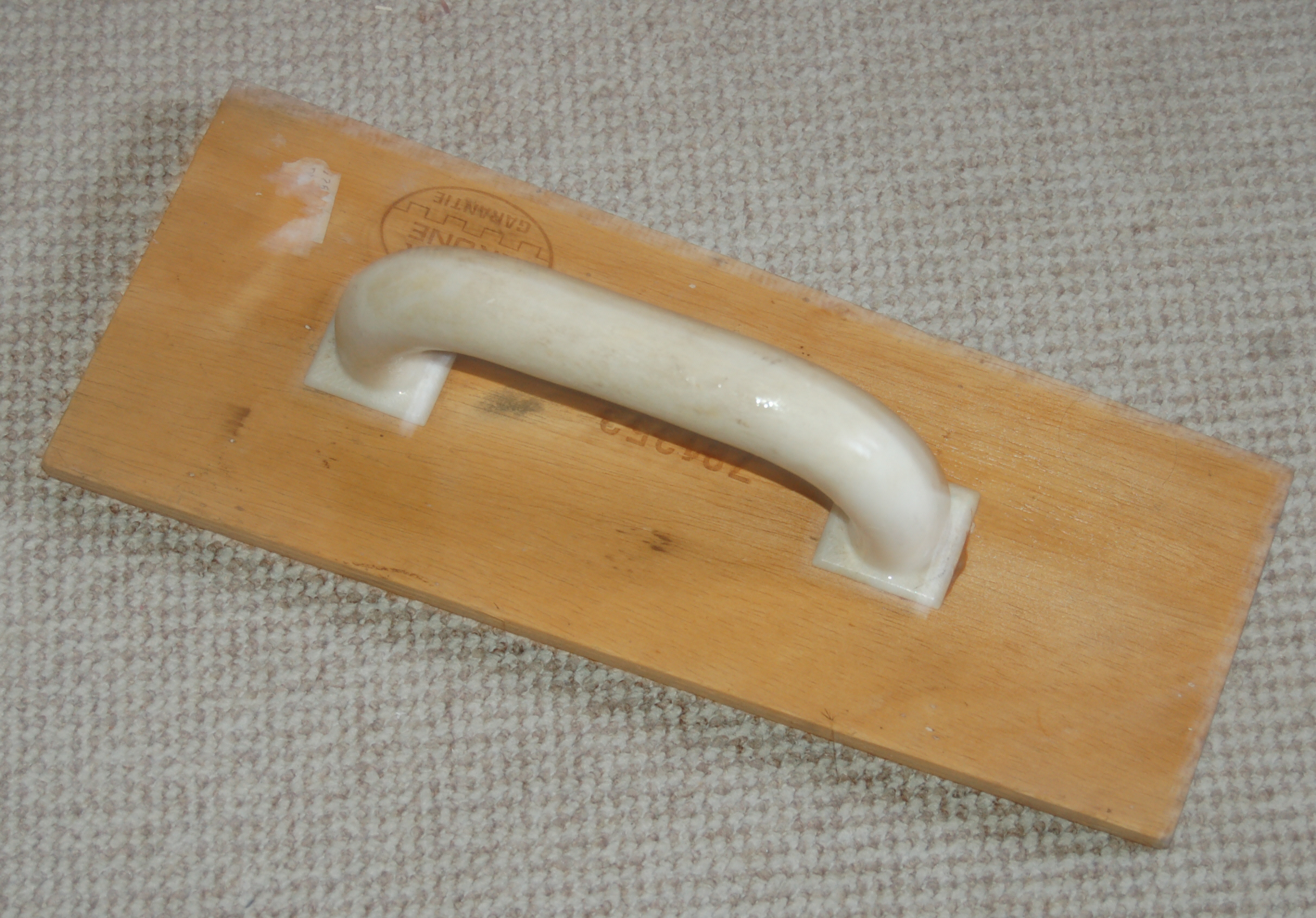
Schuurbord

Een schuurbord is een stuk handgereedschap in gebruik bij metselaar, stukadoor, voeger en tegelzetter en wordt doorgaans samen met een troffel gebruikt. Aan de ene zijde zit een handvat, de andere zijde wordt gebruikt bij het gladstrijken van cement of pleister.
Er zijn diverse typen schuurborden: mét en zonder spons. Het schuurbord mét spons is voor het bewerken van een vochtig oppervlak.
Schuurborden kunnen vervaardigd zijn van hout, metaal, rubber of kunststof. Ze zijn er in verschillende afmetingen en er zijn typen voor verschillende oppervlakten (beton, cement, gips, pleisterwerk, voegwerk e.d.).

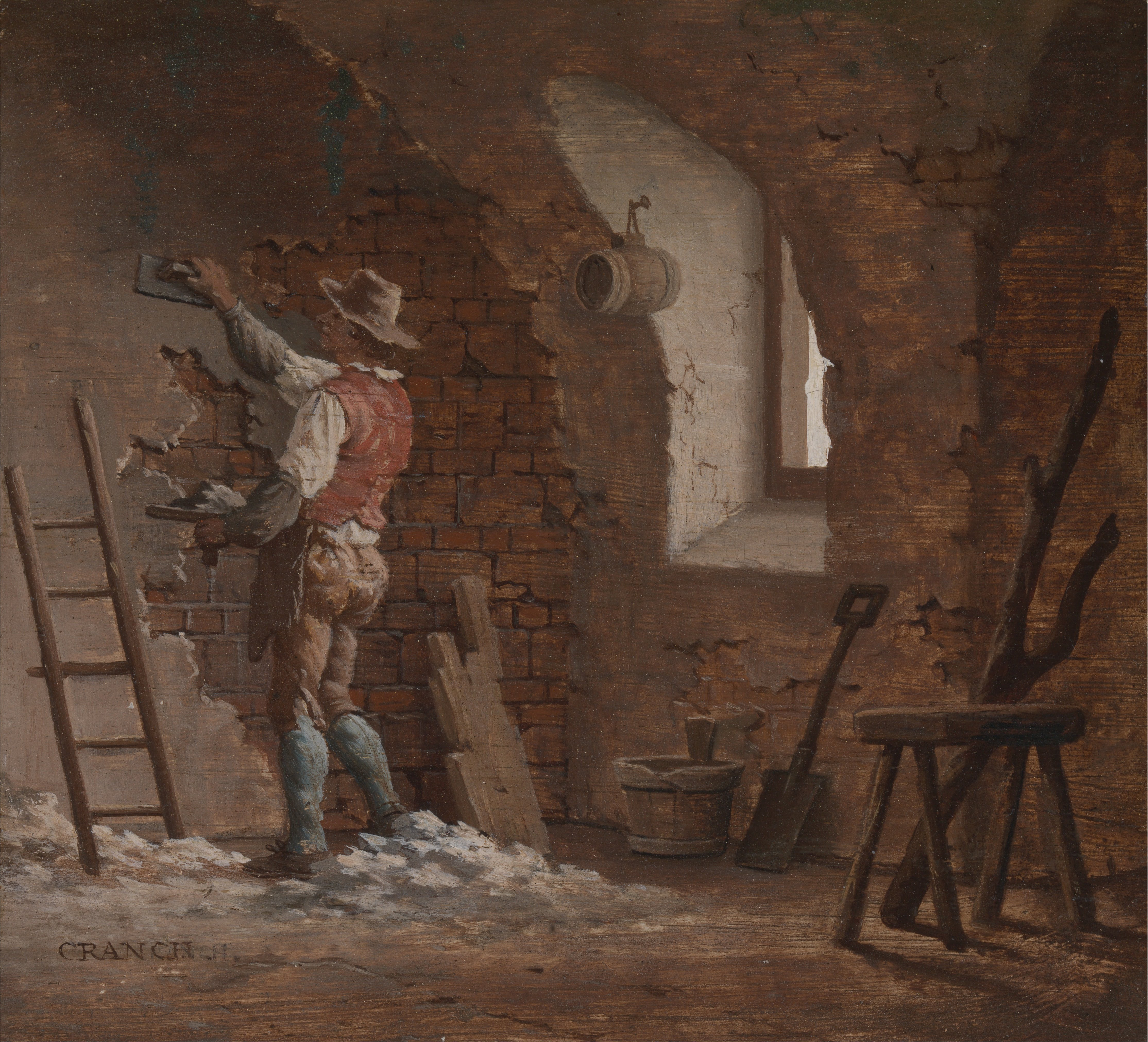
Een stukadoor aan het werk met een schuurbord (vroeg-19e-eeuws schilderij)